# アイキャン (NPO法人)
認定NPO法人アイキャン （英:International Children’s Action Network 略:ICAN）は、1994年に名古屋市で設立された国際協力NGO。
「子どもたちが紛争や貧困に苦しむことのない平和な社会」をスローガンに活動している。
2021年より、代表理事を鈴木真帆が務める。

## 沿革
- 1994年　アジア日本相互交流センターとして設立。フィリピン（マニラ、ミンダナオ、パヤタス）で活動開始。
- 1998年　日本事務局（名古屋市）及びマニラ事務所にてスタッフ雇用を開始。
- 2000年　法人化（NPO法人）。
- 2010年　外務省NGO相談員事業開始。
- 2015年　ジブチ事務所設立。イエメン事業を開始。
- 2016年　ジブチ事業開始。
- 2018年　東京事務所開設。ソマリア事業開始。
- 2019年　台風19号緊急救援（長野市）。

## 活動国
- フィリピン

### 過去に事業を行っていた国
- イエメン
- ジブチ
- ソマリア